# Gstyle
Gstyle（ジースタイル）は、日本の女性12人組音楽ユニット。所属事務所はイエローキャブプラス。レーベルはBlack Cab Records。

## メンバー
| 英表記         | 本名（よみ）                | 生年月日               | 出身地   | 備考                         |
| -------------- | --------------------------- | ---------------------- | -------- | ---------------------------- |
| Aleka          | Aleka（あれか）             | 1992年9月1日（32歳）   | 兵庫県   |                              |
| Azu shitara    | 設楽あず（したら あず）     | 1989年6月21日（35歳）  | 北海道   |                              |
| Nao Kago       | 鹿児菜緒（かご なお）       | 1987年6月28日（37歳）  | 岩手県   |                              |
| Minami Kato    | 加藤みな実（かとう みなみ） | 1987年12月25日（37歳） | 青森県   |                              |
| Reina Yamada   | 山田怜奈（やまだ れいな）   | 1989年10月15日（35歳） | 東京都   |                              |
| Mayuka         | 真優香（まゆか）            | 1988年4月27日（37歳）  | 三重県   |                              |
| Yuki yoshizawa | 吉澤友貴（よしざわ ゆき）   | 1992年5月6日（33歳）   | 神奈川県 | 2015年にAV女優としてデビュー |
| Haruna Mizuki  | 水木陽菜（みずき はるな）   | 1989年11月29日（35歳） | 岐阜県   |                              |
| Yuria Sawada   | 澤田百合亜（さわだ ゆりあ） | 1991年5月31日（33歳）  | 神奈川県 |                              |
| Akane          | Akene（あかね）             | 1987年10月11日（37歳） | 三重県   |                              |
| Chihiro Uriu   | 瓜生ちひろ（うりう ちひろ） | 1987年10月10日（37歳） | 東京都   |                              |
| Maka Minamoto  | 源下真歌（みなもと まか）   | 1988年8月6日（36歳）   | 静岡県   | 本名は「西村まどか」         |

## ディスコグラフィ

### シングル/配信
Gstyle/GST
1. 2013年10月4日：Scandalous
2. 2013年11月11日：You SAID
3. 2013年11月24日：13月のX'mas
4. 2014年1月24日：BON!BON!
5. 2014年4月21日：Genesis

### DVD/ビデオ/配信
YellowCab+Channel  GYAO!

## ライブ
- 東京オートスタイル2013
- 熱海ビール祭り2013
- 湘南ageha in OISO
- 楽天オープンテニス特設ステージライブ2013
- 夢の島マリンフェスティバル2013
- UDM2013

## 書籍
加藤みな実
- 「Bejean 12月号（白娘隊）」
- 「BREAK MAX」（コアマガジン） 12月18日発売
- 「週刊実話」(日本ジャーナル出版) 3月31日発売
- 「ヤングアニマル嵐」（白泉社） 5月7日発売
- 「ドカント 6月号」（デジタルスタイル） 5月15日発売
- 「金のEX 6月号」（ミリオン出版） 5月15日発売
- 「ヤングマガジン」（講談社） 7月5日発売
- 「Chuッスペシャル」（ワニマガジン社）

## テレビ
加藤みな実
- フジテレビ「桑田佳祐の音楽寅さん 〜MUSIC TIGER〜」
- TBS「クイズ☆タレント名鑑」
- TBS「爆問パワフルフェイス!」
- テレビ朝日「劇団ひとりの新番組を考える会議」
- TBS「さまぁ〜ずのヤリタ☆ガ〜リ〜」
- TBS「30☆Style」

設楽あず
- 読売TV「三十分だけの愛」
- 日テレG+「SPORTS&NEWS」
- フジテレビ「劇団ひとり&ビビる大木のどこイク!」

山田怜奈
- テレビ朝日「全力坂」

Akene
- テレビ東京「モヤモヤさまぁ〜ず2」
- TBS「いじるZ」
- NHK「ひるブラ」「金とく」「中部の見たい・知りたい・行きたいに答えたい」
- 中京テレビ「ラッキー!!」「ラッキーブランチ!!」「news every.」（「キャッチ!」）

## CM
Gstyle
- サンクチュアリー イメージキャラクター（2013年 - 2014年）

鹿児菜緒
- KADERイメージキャラクター（2013年）

Akene
- 明星食品「一平ちゃん 夜店の焼きそば〜日本全国マヨビーム篇〜」
- ドラッグユタカ「Tポイント篇」

## ラジオ
Gstyle
- 今西祐介のハロアルレディオ!（2013年10月 - 2014年1月、レインボータウンFM）
- バイオレディオ（神戸Kiss-fm）

## 舞台
設楽あず
- 夏樹陽子主演舞台「かたつむり」 - 梅子 役

瓜生ちひろ
- 演劇日々「ハムレットの向こう側」
- 演劇ユニット茶釜「切断/接続」
- 扉座サテライト15期「LOVE×LOVE×LOVE15」

## その他
- ウォーカープラス記事掲載

google news! yahoo!news mixi news livedoor news 他多数記事掲載
5月18日・19日ニュースランキングエンタメカテゴリ 1位獲得
設楽あず
Yahoo!映像トピックス（アイドル）
ビーチフラッグ（GyaO! YellowCab+Channel）2013年10月・11月 1位獲得
15代目「復活!ミニスカポリス」
2012年「東日本ボクシング新人王イメージガール」
鹿児菜緒
ウェザーニューズ おは天キャスター 9期生